# Rickettsia prowazekii
Rickettsia Prowazekii é uma espécie de alfa proteobactéria gram-negativa, bacilar, parasita intracelular obrigatória, aeróbias. Causa tifo epidêmica em humanos e em bovinos, caprinos e ovinos, transmitida nas fezes de piolhos humanos. Na América do Norte, o principal reservatório R. prowazekii é o esquilo voador.
R. prowazekii é muitas vezes rodeado por uma microcápsula de proteínas e uma camada mucosa. 

## Ciclo
O ciclo natural dessa bactéria envolve um vertebrado, como um esquilo, e um hospedeiro invertebrado, geralmente o piolhos, carrapatos e ácaros. Uma forma de R. prowazekii que existe nas fezes de artrópodes permanece estavelmente infectante por um mês. Tem um período de incubação de 2 a 30 dias e os sintomas duram 1 a 3 dias, mas pode levar várias semanas para completa recuperação.[carece de fontes?]

## Genoma
R. prowazekii parece ser o parente mais próximo das mitocôndrias com base no sequenciamento de seu genoma.

## Descoberta
Henrique da Rocha Lima, um médico brasileiro, descreveu esta bactéria pela primeira vez em 1916 e a nomeou em homenagem a seu colega Stanislaus von Prowazek, que havia morreu de tifo epidêmico em 1915. Ambos, Prowazek e Rocha Lima, foram infectados com tifo, enquanto estudavam o seu agente causador em um hospital da prisão em Hamburgo, Alemanha.

## Tratamento
Foi desenvolvida em 1940 e muito eficiente em evitar a morte de soldados na segunda guerra mundial. A imunizaçao ou recuperaçao geralmente é por vida. Pode permanecer em forma latente por muitos anos, inclusive décadas, e causar a doença de Brill-Zinsser. Pode manchar os dentes permanentemente. Pode ser tratada com Doxiciclina ou Tetraciclina.[carece de fontes?]